# 戸苅淳
戸苅 淳（とがり じゅん、1968年5月24日 - ）は、日本の元サッカー選手。現役時代のポジションはディフェンダー。

## 来歴
浦和南高校、筑波大学を経て、1992年4月に日本プロサッカーリーグの浦和レッドダイヤモンズに加入。トップチームでの出場機会はなく、サテライトリーグで5試合に出場した後、1993年1月に現役を引退した。
引退後は浦和のフロントに入り営業部に配属。以来、27年間に渡りフロント業務に従事した。また、アマチュアチームの選手としてもプレーした。
2019年12月12日、2020年から同クラブに新設されるフットボール本部の本部長に就任することが発表された。

## 個人成績
| 国内大会個人成績 | 国内大会個人成績 | 国内大会個人成績 | 国内大会個人成績 | 国内大会個人成績 | 国内大会個人成績 | 国内大会個人成績 | 国内大会個人成績 | 国内大会個人成績 | 国内大会個人成績 | 国内大会個人成績 | 国内大会個人成績 |
| 年度             | クラブ           | 背番号           | リーグ           | リーグ戦         | リーグ戦         | リーグ杯         | リーグ杯         | オープン杯       | オープン杯       | 期間通算         | 期間通算         |
| 年度             | クラブ           | 背番号           | リーグ           | 出場             | 得点             | 出場             | 得点             | 出場             | 得点             | 出場             | 得点             |
| 日本             | 日本             | 日本             | 日本             | リーグ戦         | リーグ戦         | リーグ杯         | リーグ杯         | 天皇杯           | 天皇杯           | 期間通算         | 期間通算         |
| ---------------- | ---------------- | ---------------- | ---------------- | ---------------- | ---------------- | ---------------- | ---------------- | ---------------- | ---------------- | ---------------- | ---------------- |
| 1992             | 浦和             | -                | J                | -                | -                | 0                | 0                | 0                | 0                | 0                | 0                |
| 通算             | 日本             | 日本             | J                | 0                | 0                | 0                | 0                | 0                | 0                | 0                | 0                |
| 総通算           | 総通算           | 総通算           | 総通算           | 0                | 0                | 0                | 0                | 0                | 0                | 0                | 0                |